# Tommy Dorfman
Pour les articles homonymes, voir Dorfman.
Tommy Dorfman, née le 13 mai 1992, est une actrice, scénariste, réalisatrice, productrice américaine. Elle est connue pour avoir interprété le rôle de Ryan Shaver dans la série 13 Reasons Why (2017), produite par Netflix.

## Biographie
Tommy Dorfman naît et grandit à Atlanta, en Géorgie, au sein d'une famille juive. Après des études à l'Université Fordham, elle obtient en 2015 un diplôme de bachelier en arts du spectacle. Peu après, Dorfman obtient le rôle de Ryan Shaver dans la série dramatique 13 Reasons Why, produite par Netflix, qui débute en 2017. La même année, elle collabore avec la marque ASOS pour créer une collection de mode et la Gay & Lesbian Alliance Against Defamation lui décerne le Rising Star Award.
Au printemps 2019, à New York, Tommy Dorfamn fait ses débuts au théâtre au sein de la troupe The New Group (en) dans la pièce Daddy, écrite par Jeremy O. Harris et mise en scène par Danya Taymor.

## Vie privée
Andi Dorfman (en), star de l'émission de téléréalité The Bachelorette (en), est son cousin[réf. souhaitée]. Tommy Dorfman s'est publiquement déclarée homosexuelle au début de sa carrière artistique, sur la base de son identité de genre, qui était encore masculine à l'époque, elle se fiance avec Peter Zurkuhlen en avril 2015. Le couple se marie le 12 novembre 2016 à Portland, dans le Maine et divorcera en 2021, du fait que leurs identités respectives ne correspondaient plus, tout en restant en bons termes.
En 2017, Dorfman annonce être non binaire. En 2021, elle fait un second coming out et annonce publiquement être une femme trans,,. Elle partage son identité de genre authentique avec le monde, exprimant son désir de vivre ouvertement en tant que femme avec le prénom qui lui a été donné à la naissance, qui lui vient de son oncle décédé peu après sa naissance.

### Incident qualifié de transphobe
Fin décembre 2023, l’actrice se plaint sur les réseaux sociaux de comportements qu’elle qualifie de transphobes de la part de deux employés chargés de l’enregistrer sur un vol intérieur. Elle reproche à l’un d’entre eux de l’avoir mégenrée intentionnellement à plusieurs reprises. Les journaux américains relaient l’information selon leur coloration politique respective,,. Un commentateur américain particulièrement suivi, Collin Rugg partage peu après la vidéo de quelques secondes prise par Dorfman au moment de l'incident sur Twitter, et en quelques heures la publication devient virale avec plus de 7 millions de vues et plus de 4 500 commentaires. Les conservateurs affirment leur soutien aux employés de la compagnie et les progressistes à l’actrice.

## Filmographie

### Cinéma

#### Court métrage
- 2009 : Foreign Exchange : Étudiant
- 2013 : In My Skin : Julian

#### Long métrage
- 2017 : Fluidity de Linda Yellen : Daniel
- 2021 : The Shuroo Process de Emrhys Cooper : Mark
- 2022 : Sharp Stick de Lena Dunham : Tali
- 2023 : I Wish You All The Best de Tommy Dorfman

À venir
- 2025 : Laura Dean Keeps Breaking Up With Me de Tommy Dorfman

### Télévision
- 2016 : i-Witness : Rob Jr.
- 2017–2020 : 13 Reasons Why : Ryan Shaver
- 2019 : Jane the Virgin : Bobby
- 2019 : American Princess : Nick
- 2019 : Insatiable[16],[17] : Jonathan
- 2020 : Love, Victor : Justin
- 2020 : RuPaul's Drag Race All Stars : Juge invité
- 2020 : Love in the Time of Corona (en) : Oscar[18]
- 2023 : American Horror Story